# شمدسوورت
شمدسوورت (به آلمانی: Schmedeswurth) یک شهر در آلمان است که در دیمارشن واقع شده‌است. شمدسوورت ۲۰۹ نفر جمعیت دارد.